# 小留学生

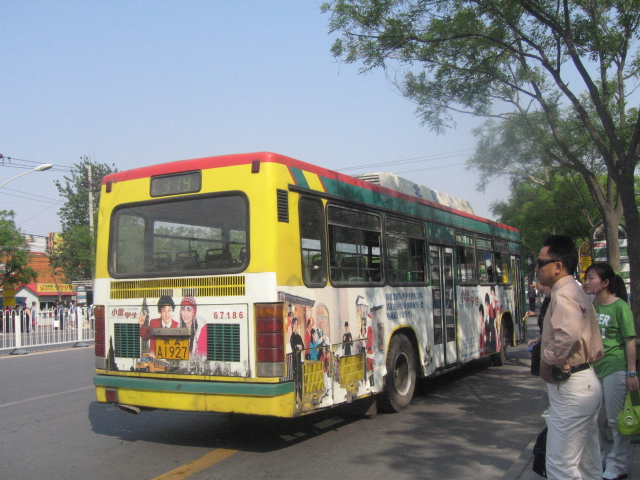
贴有本剧广告的巴士

《小留学生》，中国大陆电视剧，导演潘小扬，主演是徐百慧、谢殊、孙青青、马多。

## 剧情
刘莼、熊立、温小小、裘知文四个人留学到了加拿大，虽说在国外最初的生活是非常不容易的，但是在他们的努力下，他们自然是在国外的生活中收获了很多的东西。

## 演出
| 演员                     | 角色             | 备注                                                                   |
| 徐百卉                   | 刘莼             | 女留学生，本作主角之一                                                 |
| 谢殊                     | 裘知文           | 男留学生，本作主角之一，来自上海一个普通家庭                           |
| 孙青青                   | 温小小           | 女留学生，本作主角之一                                                 |
| 马多（加拿大籍）         | 熊立             | 男留学生，本作主角之一                                                 |
| Chris Gallinger（加）    | 托米             | 斯科特夫妇之子，大学生，音乐剧《梁祝》剧组成员                         |
| Barney Fitzpatrick（美） | 弗兰克·斯科特    | 律师，在留学生接待站火灾后将刘莼接到自家居住                           |
| Noel Desiato（美）       | 莫琳·斯科特      | 弗兰克·斯科特之妻                                                      |
| Robert Brown（美）       | 艾伦·罗宾斯      | 生于上海的加拿大独居老人，在亡妻墓前与打工送花的裘知文相识             |
| Jessica Kerr（加）       | 艾莎莉           | 斯科特夫妇长女                                                         |
| 陈明昊                   | 索达阳           | 留学生服务公司职员，负责接待留学生                                     |
| 严维莎                   | 吴岚             | 索达阳的女友，在斯科特律师行实习，曾将刘莼接到自家暂住，后与索达阳分手 |
| 赵燕国彰                 | 叶大春           | 本作反派角色，留学生服务公司老板，曾因拖欠索达阳工资而被绑架           |
| 咏梅                     | 叶太太           | 叶大春之妻                                                             |
| 咪咪                     | 露茜             | 斯科特夫妇从中国领养的养女，被斯科特夫妇称为“上帝的恩赐”               |
| Daniel Falk（加）        | 强尼             | 大学生，音乐剧《梁祝》导演                                             |
| 梅兆华                   | 李大军           | 熊立父亲的合伙人，在留学生接待站火灾后曾将裘知文、温小小、熊立接到自家 |
| 陈肖依                   | 张莉             | 熊立之母，前往加拿大后与丈夫离婚                                       |
| 张慈芳                   | 丽达             | 语言学校华裔教师，早年从台湾赴加留学                                   |
| 叶连昌                   | 叶博士（贝勒叶） | 假证件制作者                                                           |

## 职员表
- 出品人：李培森
- 监制：李治安、张大勤
- 副导演：狄杰，兆华，郭曙阳
- 编剧：袁志强，高原，Foresst Pan
- 摄影：孙明
- 配乐：郎乐
- 美术设计：姚清
- 灯光：哈斯
- 录音：孟健

## 幕后制作
本剧2004年6月开始招募演员。最终由于对英语口语的要求，本剧四名主演除当时就读于中央戏剧学院表演系的徐百卉外，其余三人谢殊、孙青青、马多均为当时在加拿大留学的学生且确有与留学服务公司理论的经历。此外，本作的外籍演员除加拿大当地外也有从美国百老汇邀请的演员。
本剧音乐剧《梁祝》部分在北京广播学院剧场拍摄，此后在加拿大渥太华、多伦多、格雷文赫斯特等地拍摄45天（实际拍摄37天），最终在尼亚加拉瀑布杀青，剧本也在拍摄期间数度修改，甚至让演员参与修改。
值得一提的是，本剧编剧袁志强在播出后曾批评导演潘小扬“擅自篡改”剧本，且未能适当暴露和提醒不同背景的留学生问题，也有部分观众表示该剧部分内容脱离实际。

## 获奖记录
- 2007年 第26届 电视剧“飞天奖”中，该作品在少儿类获得二等奖。[12]